# Gaheris
Gaheris (in francese antico Gaheriet o Gaheriez) è un personaggio del ciclo arturiano, cavaliere della Tavola Rotonda, figlio del re Lot di Lothian e Orkney e fratello minore di Gawain e Agravaine e maggiore di Gareth e Mordred. Sua madre, Morgause, è figlia del duca Gorlois di Cornovaglia e di Igraine e sorellastra di re Artù Pendragon per parte di madre.

## Ruolo nelle vicende arturiane
Gaheris è menzionato nel Perceval o il racconto del Graal (fine XII sec.) di Chrétien de Troyes. Diverse sue avventure sono narrate nel ciclo del Lancillotto in prosa (XIII sec.), in cui viene descritto come bello, valoroso e forte, poco versato nel parlare, soggetto ad eccessi quando si arrabbia, inoltre col braccio destro più lungo del sinistro.
In Le Morte d'Arthur di Thomas Malory, Gaheris è inizialmente lo scudiero del suo fratello maggiore Gawain (italianizzato in Galvano), prima di essere nominato a sua volta cavaliere. Non è meno orgoglioso di Gawain, ma più irruento e collerico, distinguendosi dal mite e umile fratello minore Gareth. Agravaine e Mordred invece sono descritti come infidi e vili cospiratori. Ancorché il loro padre, re Lot di Lothian e Orkney, sia stato ucciso in battaglia opponendosi a re Artù, tutti e cinque i fratelli diventano cavalieri della Tavola Rotonda. Ad essa però siedono anche l'uccisore di loro padre, Pellinore, e i suoi figli, il che provoca lo scoppio di una sanguinosa faida tra le due famiglie. Dapprima Lot, Gawain e Gaheris uccidono Pellinore. Poi Morgause, vedova di Lot, viene sorpresa in flagrante mentre ha una relazione con ser Lamorak, figlio di Pellinore, e viene quindi decapitata nel sonno da Gaheris. Ser Lamorak viene quindi fronteggiato da Gawain, Gaheris, Agravaine e Mordred assieme, ma grazie alla sua forza riesce a tenere loro testa, finché Mordred non lo colpisce alle spalle. Dei figli di Lot solo Gareth si era rifiutato di prendere parte all'azione, giudicandola sleale. Re Artù deplora lo spargimento di sangue, ma essendo lui stesso imparentato con i cinque fratelli (la loro madre Morgause era la sua sorellastra), non interviene, a parte bandire temporaneamente Gaheris per il matricidio. Quando in seguito viene scoperta la tresca amorosa tra Ginevra, moglie di re Artù, e il suo campione ser Lancillotto, lei viene condannata al rogo e Artù incarica i figli di Lot di sorvegliare il supplizio: Gawain si rifiuta, Gaheris e Gareth accettano a malincuore, ma per deferenza vanno senza armatura. Così, quando Lancillotto interviene a salvare l'amata Ginevra, nella sua furia uccide i due fratelli inermi. In seguito se ne dirà molto addolorato, ma Gawain gli giura vendetta e anima con tutte le sue energie la guerra di Artù contro Lancillotto, guerra che frantuma il sodalizio della Tavola Rotonda.

## Analisi del personaggio
Se si eccettua l'assassinio della madre Morgause (che alcuni autori moderni, come T. H. White, attribuiscono invece ad Agravaine), Gaheris è poco più di un personaggio di sostegno per i suoi fratelli Gawain e Gareth. Quest'ultimo, in particolare, nella sua prima impresa dimostra il suo valore e la sua virtù nel salvataggio della damigella Lyonors di Lyonesse, che poi sposa, mentre la giovane e arrogante Lynette, sorella di Lyonors, che per tutto il viaggio si era lamentata della presunta inadeguatezza di Gareth, diventa moglie di Gaheris. È probabile che in origine Gaheris e Gareth fossero lo stesso personaggio, poiché i loro nomi nelle fonti francesi, Guerrehes (Gaheris, di solito) e Gaheriet (Gareth, di solito), sono facili da confondere, e le avventure attribuite ai due fratelli sono intercambiabili. Inoltre molti identificano come fonte storica del personaggio di Gawain l'eroe gallese Gwalchmai ab Gwyar, del quale è noto un solo fratello: Gwalchafed, che probabilmente è la fonte sia per Gaheris che per Gareth.

## Ser Gaheris di Karen
Gaheris figlio di Lot e fratello di Galvano non va confuso con un altro cavaliere di nome Gaheris, figlio del signore di Karen, che appare in Le Morte d'Arthur, descritto come il più giovane dei cavalieri della Tavola Rotonda. Un giorno l'ignara regina Ginevra gli offre una mela, e Gaheris, datole un morso, stramazza al suolo privo di vita. Ser Mador de la Porte, fratello di Gaheris, accusa la regina di aver avvelenato il giovane e ne chiede la condanna a morte, finché ser Lancillotto non lo affronta in un duello ordalico, dimostrando con la propria vittoria l'innocenza della regina. Il vero colpevole era infatti un certo Pinel il Selvaggio, che aveva avvelenato la fruttiera dalla quale era solito servirsi ser Gawain nella speranza di uccidere quest'ultimo, per vendicare a sua volta l'uccisione di ser Lamorak, di cui era parente.